# Averadzjur
Averadzjur (armeniska: Ավերաջուր) är ett vattendrag i Armenien. Det ligger i provinsen Gegharkunik, i den centrala delen av landet, 70 kilometer öster om huvudstaden Jerevan.
Trakten runt Averadzjur består i huvudsak av gräsmarker. Runt Averadzjur är det ganska tätbefolkat, med 72 invånare per kvadratkilometer.